# Румыния на зимних Олимпийских играх 2018
Румыния на зимних Олимпийских играх 2018 года была представлена 20 спортсменами в 4 видах спорта.

## Состав сборной
Биатлон
1. Корнел Пукьяну
2. Георге Бута
3. Георге Поп
4. Марьюс Унгуряну
5. Ремус Фаур
6. Ева Тофалви

 Бобслей
1. Левенте Барта
2. Дорин Грегоре
3. Николай Дарокзи
4. Флорин Чезар Крэчун
5. Пол Мунтян
6. Михай Тентя
7. Мария Константин
8. Андрея Греку

 Горнолыжный спорт
1. Александру Барбу
2. Ания Моника Кайлл

 Лыжные гонки
1. Паул Константин Пепене
2. Алин Флорин Чоанкэ
3. Тимя Лёринц

 Прыжки на лыжах с трамплина
1. Даньела Хараламбие

 Санный спорт
1. Космин Атодиресеи
2. Валентин Крецу
3. Стефан Музей
4. Андрей Туря
5. Ралука Стрэмэтурару

 Скелетон
1. Дорин Велику
2. Мария Мазилу

## Результаты соревнований

### Биатлон
Большинство олимпийских лицензий на Игры 2018 года были распределены по результатам выступления стран в зачёт Кубка наций в рамках Кубка мира 2016/2017. По его результатам мужская сборная Румынии заняла 18-е место, благодаря чему заработала 5 олимпийских лицензий, а женская сборная, занявшая 24-е место осталась без путёвок на Игры. При этом в одной дисциплине страна может выставить не более четырёх биатлонистов.
Мужчины
| Соревнование         | Спортсмены                                       | Стрельба                            | Время                                     | Место       | Отставание                              |
| -------------------- | ------------------------------------------------ | ----------------------------------- | ----------------------------------------- | ----------- | --------------------------------------- |
| спринт               | Корнел Пукьяну                                   | 1+0                                 | 25:52,7                                   | 60          | +2:13,9                                 |
| спринт               | Ремус Фаур                                       | 0+1                                 | 26:03,3                                   | 68          | +2:24,5                                 |
| спринт               | Георге Поп                                       | 2+3                                 | 28:04,4                                   | 86          | +4:25,6                                 |
| спринт               | Марьюс Унгуряну                                  | 2+2                                 | 28:59,1                                   | 87          | +5:20,3                                 |
| гонка преследования  | Корнел Пукьяну                                   | 1+1+2+1                             | 39:37,6                                   | 58          | +6:45,9                                 |
| индивидуальная гонка | Георге Бута                                      | 0+0+1+0                             | 51:55,6                                   | 37          | +3:51,8                                 |
| индивидуальная гонка | Корнел Пукьяну                                   | 0+2+0+2                             | 53:12,1                                   | 55          | +5:08,3                                 |
| индивидуальная гонка | Георге Поп                                       | 2+0+1+0                             | 54:40,1                                   | 69          | +6:36,3                                 |
| индивидуальная гонка | Ремус Фаур                                       | 0+0+0+4                             | 55:01,5                                   | 74          | +6:57,7                                 |
| эстафета 4×7,5 км    | Георге Бута Ремус Фаур Георге Поп Корнел Пукьяну | 2+8 0+0 0+1 0+0 0+2 0+1 0+1 0+0 2+3 | 1:22:51,1 20:32,7 20:16,9 20:25,6 21:35,9 | 14 17 15 14 | +7:34,6 +2:09,1 +3:15,0 +4:53,3 +7:34,6 |

Женщины
| Соревнование         | Спортсмены  | Стрельба | Время   | Место | Отставание |
| -------------------- | ----------- | -------- | ------- | ----- | ---------- |
| спринт               | Ева Тофалви | 2+2      | 25:20,0 | 81    | +4:13,8    |
| индивидуальная гонка | Ева Тофалви | 1+2+4+0  | 52:13,7 | 84    | +11:06,5   |

### Бобслей

#### Бобслей
Квалификация спортсменов для участия в Олимпийских играх осуществлялась на основании рейтинга IBSF (англ. IBSF Ranking) по состоянию на 14 января 2018 года. По его результатам сборная Румынии стала обладателем одной олимпийской квоты в мужских двойках, а после отказа двух сборных от своих лицензий, получила ещё одну в четвёрках.
Мужчины
| Соревнование | Спортсмены                                                 | 1 заезд   | 1 заезд | 2 заезд   | 2 заезд | 3 заезд   | 3 заезд | 4 заезд               | 4 заезд               | Итоговый результат | Итоговое место | Отставание |
| Соревнование | Спортсмены                                                 | Результат | Место   | Результат | Место   | Результат | Место   | Результат             | Место                 | Итоговый результат | Итоговое место | Отставание |
| ------------ | ---------------------------------------------------------- | --------- | ------- | --------- | ------- | --------- | ------- | --------------------- | --------------------- | ------------------ | -------------- | ---------- |
| двойки       | Михай Тентя Николай Дарокзи                                | 49,69     | 14      | 49,72     | 17      | 49,93     | 25      | 49,64                 | 12                    | 3:18,98            | 18             | +2,12      |
| четвёрки     | Дорин Григоре Пол Мунтян Флорин Чезар Крэчун Левенте Барта | 50,55     | 29      | 50,79     | 29      | 50,81     | 29      | завершили выступление | завершили выступление | 2:32,15            | 29             | —          |

Женщины
| Соревнование | Спортсмены                    | 1 заезд   | 1 заезд | 2 заезд   | 2 заезд | 3 заезд   | 3 заезд | 4 заезд   | 4 заезд | Итоговый результат | Итоговое место | Отставание |
| Соревнование | Спортсмены                    | Результат | Место   | Результат | Место   | Результат | Место   | Результат | Место   | Итоговый результат | Итоговое место | Отставание |
| ------------ | ----------------------------- | --------- | ------- | --------- | ------- | --------- | ------- | --------- | ------- | ------------------ | -------------- | ---------- |
| двойки       | Мария Константин Андрея Греку | 51,17     | 11      | 51,40     | 15      | 51,39     | 13      | 51,57     | 18      | 3:25,53            | 15             | +3,08      |

#### Скелетон
Квалификация спортсменов для участия в Олимпийских играх осуществлялась на основании рейтинга IBSF (англ. IBSF Ranking) по состоянию на 14 января 2018 года. По его результатам сборная Румынии смогла завоевать по одной перераспределённой олимпийской квоте в мужском и женском скелетоне.
Мужчины
| Соревнование | Спортсмены   | 1 заезд   | 1 заезд | 2 заезд   | 2 заезд | 3 заезд   | 3 заезд | 4 заезд              | 4 заезд              | Итоговый результат | Итоговое место | Отставание |
| Соревнование | Спортсмены   | Результат | Место   | Результат | Место   | Результат | Место   | Результат            | Место                | Итоговый результат | Итоговое место | Отставание |
| ------------ | ------------ | --------- | ------- | --------- | ------- | --------- | ------- | -------------------- | -------------------- | ------------------ | -------------- | ---------- |
| мужчины      | Дорин Велику | 51,91     | 25      | 51,51     | 22      | 52,02     | 27      | завершил выступление | завершил выступление | 2:35,44            | 25             | —          |

Женщины
| Соревнование | Спортсмены   | 1 заезд   | 1 заезд | 2 заезд   | 2 заезд | 3 заезд   | 3 заезд | 4 заезд   | 4 заезд | Итоговый результат | Итоговое место | Отставание |
| Соревнование | Спортсмены   | Результат | Место   | Результат | Место   | Результат | Место   | Результат | Место   | Итоговый результат | Итоговое место | Отставание |
| ------------ | ------------ | --------- | ------- | --------- | ------- | --------- | ------- | --------- | ------- | ------------------ | -------------- | ---------- |
| женщины      | Мария Мазилу | 53,31     | 18      | 53,47     | 19      | 53,48     | 18      | 53,66     | 19      | 3:33,92            | 18             | +6,64      |

### Лыжные виды спорта

#### Горнолыжный спорт
Квалификация спортсменов для участия в Олимпийских играх осуществлялась на основании специального квалификационного рейтинга FIS по состоянию на 21 января 2018 года. При этом НОК для участия в Олимпийских играх мог выбрать только того спортсмена, который вошёл в топ-500 олимпийского рейтинга в своей дисциплине, и при этом имел определённое количество очков, согласно квалификационной таблице. Страны, не имеющие участников в числе 500 сильнейших спортсменов, могли претендовать только на квоты категории «B» в технических дисциплинах. По итогам квалификационного отбора сборная Румынии завоевала 2 олимпийские лицензии категории «A».
Мужчины
| Соревнование      | Спортсмены       | Скоростной спуск/ 1 спуск | Скоростной спуск/ 1 спуск | Слалом/ 2 спуск      | Слалом/ 2 спуск      | Всего                | Место                | Отставание           |
| Соревнование      | Спортсмены       | Время                     | Место                     | Время                | Место                | Всего                | Место                | Отставание           |
| ----------------- | ---------------- | ------------------------- | ------------------------- | -------------------- | -------------------- | -------------------- | -------------------- | -------------------- |
| слалом            | Александру Барбу | DNF                       | DNF                       | завершил выступление | завершил выступление | завершил выступление | завершил выступление | завершил выступление |
| гигантский слалом | Александру Барбу | 1:19,74                   | 66                        | 1:17,40              | 52                   | 2:37,14              | 55                   | +19,10               |

Женщины
| Соревнование      | Спортсмены        | Скоростной спуск/ 1 спуск | Скоростной спуск/ 1 спуск | Слалом/ 2 спуск       | Слалом/ 2 спуск       | Всего                 | Место                 | Отставание            |
| Соревнование      | Спортсмены        | Время                     | Место                     | Время                 | Место                 | Всего                 | Место                 | Отставание            |
| ----------------- | ----------------- | ------------------------- | ------------------------- | --------------------- | --------------------- | --------------------- | --------------------- | --------------------- |
| скоростной спуск  | Ания Моника Кайлл | не проводится             | не проводится             | не проводится         | не проводится         | 1:45,06               | 28                    | +5,84                 |
| супергигант       | Ания Моника Кайлл | не проводится             | не проводится             | не проводится         | не проводится         | 1:25,74               | 36                    | +4,63                 |
| гигантский слалом | Ания Моника Кайлл | DNS                       | DNS                       | завершила выступление | завершила выступление | завершила выступление | завершила выступление | завершила выступление |

#### Лыжные гонки
Квалификация спортсменов для участия в Олимпийских играх осуществлялась на основании специального квалификационного рейтинга FIS по состоянию на 21 января 2018 года. Для получения олимпийской лицензии категории «A» спортсменам необходимо было набрать максимум 100 очков в дистанционном рейтинге FIS. При этом каждый НОК может заявить на Игры 1 мужчину и 1 женщины, если они выполнили квалификационный критерий «B», по которому они смогут принять участие в спринте и гонках на 10 км для женщин или 15 км для мужчин. По итогам квалификационного отбора сборная Румынии завоевала 3 олимпийские лицензии.
Мужчины
Дистанционные гонки
| Соревнование              | Спортсмены             | Результат | Место | Отставание |
| ------------------------- | ---------------------- | --------- | ----- | ---------- |
| 15 км свободным стилем    | Паул Константин Пепене | 36:19,1   | 37    | +2:35,2    |
| 15 км свободным стилем    | Алин Флорин Чоанкэ     | 36:31,9   | 43    | +2:48,0    |
| скиатлон 15+15 км         | Паул Константин Пепене | 1:18:20,4 | 24    | +2:00,4    |
| 50 км классическим стилем | Паул Константин Пепене | 2:18:44,0 | 32    | +10:21,9   |

Спринт
| Соревнование     | Спортсмены                                | Квалификация  | Квалификация  | Четвертьфинал        | Четвертьфинал        | Четвертьфинал        | Полуфинал            | Полуфинал            | Полуфинал            | Финал                 | Финал                 | Итоговое место |
| Соревнование     | Спортсмены                                | Результат     | Место         | Заезд                | Результат            | Место                | Заезд                | Результат            | Место                | Результат             | Место                 | Итоговое место |
| ---------------- | ----------------------------------------- | ------------- | ------------- | -------------------- | -------------------- | -------------------- | -------------------- | -------------------- | -------------------- | --------------------- | --------------------- | -------------- |
| спринт           | Алин Флорин Чоанкэ                        | 3:22,22       | 47            | завершил выступление | завершил выступление | завершил выступление | завершил выступление | завершил выступление | завершил выступление | завершил выступление  | завершил выступление  | 47             |
| командный спринт | Паул Константин Пепене Алин Флорин Чоанкэ | не проводится | не проводится | не проводится        | не проводится        | не проводится        | 2                    | 16:52,38             | 9                    | завершили выступление | завершили выступление | 18             |

Женщины
Дистанционные гонки
| Соревнование           | Спортсмены  | Результат | Место | Отставание |
| ---------------------- | ----------- | --------- | ----- | ---------- |
| 10 км свободным стилем | Тимя Лёринц | 28:40,9   | 53    | +3:40,4    |

Спринт
| Соревнование | Спортсмены  | Квалификация | Квалификация | Четвертьфинал         | Четвертьфинал         | Четвертьфинал         | Полуфинал             | Полуфинал             | Полуфинал             | Финал                 | Финал                 | Итоговое место |
| Соревнование | Спортсмены  | Результат    | Место        | Заезд                 | Результат             | Место                 | Заезд                 | Результат             | Место                 | Результат             | Место                 | Итоговое место |
| ------------ | ----------- | ------------ | ------------ | --------------------- | --------------------- | --------------------- | --------------------- | --------------------- | --------------------- | --------------------- | --------------------- | -------------- |
| спринт       | Тимя Лёринц | 3:48,84      | 61           | завершила выступление | завершила выступление | завершила выступление | завершила выступление | завершила выступление | завершила выступление | завершила выступление | завершила выступление | 61             |

#### Прыжки на лыжах с трамплина
Квалификация спортсменов для участия в Олимпийских играх осуществлялась на основании специального квалификационного рейтинга FIS по состоянию на 21 января 2018 года. По итогам квалификационного отбора сборная Румынии завоевала одну олимпийскую лицензию в женских соревнованиях.
Женщины
| Соревнование        | Спортсмены         | 1 прыжок  | 1 прыжок | 2 прыжок  | 2 прыжок | Всего | Место |
| Соревнование        | Спортсмены         | Результат | Место    | Результат | Место    | Всего | Место |
| ------------------- | ------------------ | --------- | -------- | --------- | -------- | ----- | ----- |
| нормальный трамплин | Даньела Хараламбие | 66,5      | 27       | 84,3      | 20       | 150,8 | 25    |

### Санный спорт
Квалификация спортсменов для участия в Олимпийских играх осуществлялась на основании рейтинга Кубка мира FIL по состоянию на 1 января 2018 года. По его результатам сборная Румынии смогла завоевать две лицензии в мужских одиночках и одну у женщин. Ещё одну дополнительную лицензию в двойках сборная Румынии получила для участия в смешанной эстафете.
Мужчины
| Соревнование | Спортсмены                     | 1 заезд   | 1 заезд | 2 заезд   | 2 заезд | 3 заезд       | 3 заезд       | 4 заезд              | 4 заезд              | Итоговый результат | Итоговое место | Отставание |
| Соревнование | Спортсмены                     | Результат | Место   | Результат | Место   | Результат     | Место         | Результат            | Место                | Итоговый результат | Итоговое место | Отставание |
| ------------ | ------------------------------ | --------- | ------- | --------- | ------- | ------------- | ------------- | -------------------- | -------------------- | ------------------ | -------------- | ---------- |
| одиночки     | Валентин Крецу                 | 49,030    | 28      | 49,085    | 33      | 48,424        | 26            | завершил выступление | завершил выступление | 2:26,539           | 29             | —          |
| одиночки     | Андрей Туря                    | 49,482    | 32      | 48,489    | 26      | 49,314        | 35            | завершил выступление | завершил выступление | 2:27,285           | 31             | —          |
| двойки       | Космин Атодиресеи Стефан Музей | 47,101    | 18      | 47,171    | 19      | Не проводится | Не проводится | Не проводится        | Не проводится        | 1:34,272           | 19             | +2,575     |

Женщины
| Соревнование | Спортсмены          | 1 заезд   | 1 заезд | 2 заезд   | 2 заезд | 3 заезд   | 3 заезд | 4 заезд   | 4 заезд | Итоговый результат | Итоговое место | Отставание |
| Соревнование | Спортсмены          | Результат | Место   | Результат | Место   | Результат | Место   | Результат | Место   | Итоговый результат | Итоговое место | Отставание |
| ------------ | ------------------- | --------- | ------- | --------- | ------- | --------- | ------- | --------- | ------- | ------------------ | -------------- | ---------- |
| одиночки     | Ралука Стрэмэтурару | 46,469    | 8       | 46,532    | 12      | 46,606    | 9       | 46,681    | 6       | 3:06,288           | 7              | +1,056     |

Смешанные команды
| Соревнование       | Спортсмены                                                          | Женщины   | Женщины | Мужчины   | Мужчины | Двойки    | Двойки | Итоговый результат | Итоговое место | Отставание |
| Соревнование       | Спортсмены                                                          | Результат | Место   | Результат | Место   | Результат | Место  | Итоговый результат | Итоговое место | Отставание |
| ------------------ | ------------------------------------------------------------------- | --------- | ------- | --------- | ------- | --------- | ------ | ------------------ | -------------- | ---------- |
| смешанная эстафета | Ралука Стрэмэтурару Валентин Крецу Космин Атодиресеи / Стефан Музей | 47,097    | 3       | 49,609    | 12      | 50,138    | 12     | 2:26,844           | 10             | +2,327     |